# Дородницын, Анатолий Алексеевич
Анато́лий Алексе́евич Дородни́цын (2 декабря 1910, Башино, Тульская губерния — 7 июня 1994, Москва) — советский математик, геофизик и механик. Академик АН СССР (1953) и РАН. Герой Социалистического Труда (1970).

## Биография
Анатолий Дородницын родился 19 ноября (2 декабря) 1910 года в семье земского врача Алексея Петровича Дородницына, получившего образование в Дерптском университете. Мать — Нина Ивановна Вышемирская — была единственной дочерью священника, окончила Институт благородных девиц. Имел старших сестёр Аллу и Тамару. Русский.
В 1914 году, вскоре после рождения сына, родители переехали на Украину. Перед революцией и в годы Гражданской войны жил с родителями в селе Новая Басань под Киевом. Школу-семилетку окончил в селе (ныне — город) Березань. В 1925 году семья переехала в Грозный.
В 1927 году А. А. Дородницын окончил среднюю школу в городе Грозный и с отличием сдал экзамены в Новочеркасский политехнический институт, однако зачислен туда не был из-за своего «непролетарского происхождения». Тогда он подал документы в Грозненский нефтяной техникум, куда и был принят. В техникуме в те годы применялось «коллективное обучение» — учебник выдавался на пятерых студентов, по которому учились все вместе, а экзамен сдавал один студент из каждой пятёрки.
В 1931 году окончил Грозненский нефтяной институт по специальности «инженер по эксплуатации нефти».

После окончания школы я, а через два года и Миша [Миллионщиков], поступили в Грозненский нефтяной техникум (горный факультет). На наше счастье техникум был переименован впоследствии в институт, хотя учебная программа от этого нисколько не изменилась. Зато — мы вышли инженерами, то есть формально получили высшее (!) образование и могли занимать посты, требующие инженерного звания.

Первым местом работы стал Ленинградский нефтяной геологоразведочный институт, а после (с 1932 года) — Главная геофизическая лаборатория (в том же городе). От этих учреждений, в качестве начальника сейсмологической рабочей группы, Дородницын проводил геологические исследования на Урале, в Башкирии и Туркмении.
Ощущая большие пробелы в своей математической подготовке (в Грозном удалось познакомиться лишь с началами математического анализа), Дородницын по вечерам самостоятельно изучал математическую литературу, чтобы наверстать упущенное.
В 1936 году Анатолий Дородницын поступил в аспирантуру Главной геофизической обсерватории (Ленинград) к И. А. Кибелю (представитель научной школы акад. Н. Е. Кочина), где учился до 1938 года.
В 1939 году Дородницын защитил при ЛГУ диссертацию на степень кандидата физико-математических наук на тему: «Некоторые задачи обтекания неровностей поверхности земли воздушным потоком».
После защиты он был зачислен на должность старшего научного сотрудника в отдел динамической метеорологии Ленинградской обсерватории.
В 1939—1940 годах работал по совместительству старшим инженером в бюро гидроредукторов треста «Орвметалл» и преподавал (в должности доцента) на кафедре высшей математики Ленинградского горного института.
В 1940 году поступил в докторантуру к академику Н. Е. Кочину (Институт механики АН СССР). Тема «Пограничный слой в сжимаемом газе», избранная для работы над диссертацией, оказалась весьма значимой не только для метеорологии, но и для теории летательных аппаратов, что было крайне важно в условиях подготовки к надвигающейся войне. И уже с 1941 года решением правительства по ходатайству руководства Центрального гидродинамического института, заинтересованного в нужном специалисте, Дородницын был переведён в ЦАГИ (в городе Жуковский в Подмосковье) на должность старшего инженера.
В том же году руководитель ЦАГИ И. Ф. Петров включил Дородницына во вновь организованный лётный отряд наряду с М. В. Келдышем, В. П. Ветчинкиным, С. А. Христиановичем, И. В. Остославским, Г. П. Свищёвым, С. Н. Шишкиным и рядом других.
С 1941 до конца жизни Анатолий Дородницын работал в Центральном аэрогидродинамическом институте. До 1960 — в качестве основной службы, позже — по совместительству.

"… при всей своей занятости, масштабной академической деятельности до конца жизни Анатолий Алексеевич продолжал по совместительству работать в ЦАГИ: с января 1941 г. по апрель 1944 г. — старший инженер ЦАГИ, до марта 1947 г. — начальник отдела. И с марта 1947 по август 1952 — начальник более крупной структуры — сектора. В августе 1952 г. назначен заместителем начальника ЦАГИ. До 1960 г., будучи заместителем начальника ЦАГИ, он возглавлял созданный им НИО-8 ЦАГИ. В мае 1960 г., передав обе эти должности своему ученику В. В. Сычёву, Анатолий Алексеевич стал научным руководителем НИО-8, а с апреля 1987 г. — главным научным сотрудником этого отделения.

В 1942 году А. А. Дородницын защитил диссертацию на степень доктора технических наук по теме «Пограничный слой в сжимаемом газе».
В 1942—1944 годах в ЦАГИ Дородницын совместно со Львом Герасимовичем Лойцянским провёл крайне важные для создания новых изделий исследования в области аэродинамики самолёта на больших дозвуковых и сверхзвуковых скоростях, что было отмечено Сталинской премией II степени (1946 год). Труды А. А. Дородницына в ЦАГИ ещё дважды были отмечены Сталинскими премиями: в 1947 году за разработку проектов новых крыльев скоростных самолётов и в 1951 году — за исследования в области аэродинамики.
По воспоминаниям дочери учёного Оксаны Анатольевны Дородницыной, в 1949 году в Кремле было принято решение увеличить приток в ВКП(б) людей образованных, и А. А. Дородницыну предложили вступить в партию. Дородницын отказался, сославшись на то, что «считает себя пока ещё не готовым и недостойным для вступления, как тогда говорили, „в передовой отряд рабочего класса“», и до конца своих дней, даже возглавляя академический институт, оставался беспартийным.
Преподавательская деятельность А. А. Дородницына продолжилась и в ЦАГИ, где он читал лекции для аспирантов.
- В 1944—1946 годах — профессор кафедры теоретической аэродинамики Московского авиационного института.
- В 1945—1955 годах Дородницын работал по совместительству в МИАН имени В. А. Стеклова старшим научным сотрудником. С 1951 года — зав. сектором отдела прикладной математики, позже — заведующим отделом.
- В 1947—1951 годах зав. кафедрой газовой динамики на физико-техническом факультете МГУ.
- В мае 1949 года — присвоено учёное звание профессора.
- В 1952—1994 годах продолжил преподавать в Московском физико-техническом институте, где возглавлял кафедры аэродинамики (1953—1964 годы), газовой динамики (1964—1967 годы), прикладной математики (1967—1971 годы) и математической физики (1971—1994 годы).

Когда летом 1951 года был издан приказ о роспуске ФТФ МГУ, Дородницын, зная любовь Сталина к авиации, обратился к своему давнему сослуживцу и другу по ЦАГИ генералу авиации И. Ф. Петрову за помощью. Тот лично обратился к Сталину, был им принят и уговорил сохранить Физтех. С 1952 по 1962 год И. Ф. Петров работал ректором института. Примерно через 10 лет вновь пришлось разбираться с обстановкой в Физтехе — вызванные крайне своеобразными решениями парткома института взаимные трения в коллективе создали неприемлемые для успешного научного и преподавательского труда условия. Последней каплей стала забастовка студентов по поводу столовой. По совету и личному представлению А. А. Дородницына на пост ректора МФТИ был назначен О. М. Белоцерковский, тогда только кандидат наук, проректором — Кузьмичёв, вовсе не имевший учёной степени. Это смелое, но хорошо продуманное решение, позволило восстановить нормальную трудовую обстановку в коллективе, а период последующего ректорства Белоцерковского с 1962 по 1987 годы отмечался многими[кем?] как весьма плодотворный и динамичный этап эволюции Физтеха.
4 декабря 1946 года избирался в члены-корреспонденты Академии наук СССР по специальности «гидродинамика». При голосовании набрал одинаковое число голосов с Пелагеей Кочиной и снял свою кандидатуру, чтобы обеспечить избрание профессору-женщине, вдове своего учителя академика Н. Е. Кочина. 23 октября 1953 года, минуя звание члена-корреспондента, А. А. Дородницын был избран академиком Академии наук СССР в Отделение физико-математических наук по специальности геофизика.
В 1955 году Дородницын был в числе основателей и первым директором (по 1989 год) Вычислительного центра АН СССР, позднее названного его именем. В 1989—1994 годах был почётным директором и научным руководителем центра.
В течение многих лет Анатолий Дородницын был главным редактором им же основанного в 1960 году в ВЦ РАН «Журнала вычислительной математики и математической физики» («ЖВМиМФ»).
В 1956 году Дородницын вошёл в Первоначальный состав Национального комитета СССР по теоретической и прикладной механике.
В 1983 году Дородницын стал одним четырёх академиков (Дородницын, Прохоров, Скрябин, Тихонов), подписавших письмо «Когда теряют честь и совесть» (Правда, 2 июля 1983), осуждавшее открытое письмо А. Д. Сахарова «Опасность термоядерной войны». Уточним, что в упомянутом письме, обнародованном в американском журнале Foreign Affairs («Международные отношения»), А. Д. Сахаров призывал США и Запад «ни при каких обстоятельствах не соглашаться с какими-либо ограничениями в гонке вооружений, ядерных в первую очередь»  и призывал их к продолжению милитаристического курса и к достижению военного превосходства над СССР.  А. А. Дородницын объяснил свою гражданскую позицию словами: «Можно не любить это правительство, но нельзя призывать бомбить собственный народ».

Могила А. А. Дородницына на Новодевичьем кладбище Москвы

Анатолий Алексеевич Дородницын умер 7 июня 1994 года. Похоронен в Москве на Новодевичьем кладбище (участок № 10).

## Направления исследований
Основные научные труды А. А. Дородницына посвящены обыкновенным дифференциальным уравнениям, алгебре, метеорологии, вихревой теории крыла, теории пограничного слоя в сжимаемом газе, сверхзвуковой газовой динамике, численному методу интегральных соотношений, методу малого параметра для уравнений Навье-Стокса.
Значительное внимание Дородницын уделял также различным вопросам информатики.

## Главные научные результаты
А. А. Дородницын получил следующие научные результаты:
- Изучил вопросы асимптотического поведения решений некоторых классов нелинейных дифференциальных уравнений.
- Развил вихревую теорию крыльев сложных форм, предложил методы расчёта осесимметричных сверхзвуковых течений газа.
- Разработал численный метод интегральных соотношений для решений уравнений в частных производных и методы численного решения уравнения Навье-Стокса.
- Дал теоретическое описание воздушных течений над горными хребтами. Построил теорию пограничного слоя в сжимаемом газе.

## Организационная и общественная деятельность вне Вычислительного центра
Одновременно с научным руководством ВЦ А. А. Дородницын деятельно занимался разнообразной организационной и общественной деятельностью в области математики и вычислительной техники и вне стен института.
В разные годы он был:
- представителем АН СССР в Комиссии многостороннего сотрудничества социалистических стран по научным вопросам вычислительной техники;
- председателем комиссии по вычислительной технике АН СССР;
- председателем Межведомственной научно-технической комиссии по математическому обеспечению электронных вычислительных машин;
- членом Бюро Национального комитета советских математиков АН СССР;
- членом Научно-методического совета по прикладной математике Министерства высшего и среднего специального образования СССР;
- председателем Научного совета по вычислительной технике и системам управления Государственного комитета по науке и технике при Совете Министров СССР (ГКНТ) и Президиума АН СССР.

А. А. Дородницын был непререкаемым авторитетом не только в советских, но и в мировых научных кругах. Он был одним из основоположников создания Международной федерации по обработке информации (International Federation for Information Processing), образованной в 1960 году под эгидой ЮНЕСКО, в которую вошли 55 стран мира, а в 1968—1971 годах занимал пост президента IFIP.
Однако порой весь авторитет и усилия не приводили к желаемому.
Так, в статье директора ВЦ РАН, академика Ю. Г. Евтушенко с соавторами «50 лет истории вычислительной техники: от „Стрелы“ до кластерных решений» (в сборнике к 50-летию ВЦ РАН) отмечено:

…В конце 1966 г. на заседании ГКНТ и Академии наук СССР при поддержке министра МРП СССР В. Д. Калмыкова, Президента АН СССР М. В. Келдыша принимается историческое решение о копировании серии IBM-360. Против этого решения решительно выступили А. А. Дородницын, С. А. Лебедев и М. К. Сулим. Однако они остались в меньшинстве.

## Награды и премии
Отечественные
- Герой Социалистического Труда (1970) — за большие заслуги в развитии советской науки и подготовке специалистов в области геофизики и прикладной математики и в связи с 60-летием со дня рождения.
- 5 орденов Ленина (20.04.1956; 26.06.1959; 28.04.1963; 01.12.1970; 01.12.1980)
- орден Октябрьской Революции (17.09.1975)
- орден Трудового Красного Знамени (27.03.1954)
- орден Дружбы народов (20.08.1986)
- орден Красной Звезды (16.09.1945)
- орден «Знак Почёта» (11.07.1943)
- медали
- Ленинская премия (1983) — за разработку и организацию серийного производства и внедрение в народное хозяйство и оборону страны ЕС ЭВМ
- Сталинская премия второй степени (1946) — за научные исследования в области аэродинамики самолёта при больших скоростях полёта, результаты которых изложены в статьях: «Пограничный слой в сжимаемом газе», «Приближённый метод расчёта ламинарного пограничного слоя на крыле», «Ламинарный пограничный слой на теле вращения», «Расчёт коэффициентов сопротивления крыловых профилей с учётом сжимаемости воздуха», «Пограничный слой крылового профиля при больших скоростях» (1942—1944)[15]
- Сталинская премия второй степени (1947) — за разработку проектов новых крыльев скоростных самолётов
- Сталинская премия второй степени (1951), совместно с А. А. Никольским и Ю. Д. Шмыглевским за работы по аэродинамике
- премия Совета Министров СССР (1981) — за создание первой очереди системы автоматизированного проектирования сложных изделий машиностроения.
- премия имени Н. М. Крылова АН Украинской ССР (1972) — за цикл работ по асимптотическим методам решения уравнения Ван дер Поля и некоторых других классов дифференциальных уравнений;
- премия имени А. Н. Крылова АН СССР (1977) — за цикл работ по численным методам аэродинамики.
- премия имени В. М. Глушкова Академии наук Украинской ССР (1983) — за цикл работ «Разработка машинно-ориентированных методов обработки данных» (1976—1982)
- памятная медаль имени В. Н. Челомея.

Иностранные
- иностранный член Болгарской АН (1969)
- иностранный член Академии технических наук Финляндии (1979)
- Орден Дружбы (Вьетнам, 1982)
- Орден Кирилла и Мефодия (Народная Республика Болгария, 1987)
- Серебряная медаль Парижа
- медаль «25 лет научного сотрудничества АН ГДР и АН СССР»
- медаль «Столетие Болгарской академии наук»
- медаль Монгольской академии наук

## Семья, родные
Из анкеты
- Мать — Дородницына Иулиания (Нина) Ивановна 1886 г.р., уроженка г. Луганска (домохозяйка) — умерла в 1976 г., в г. Москве
- Отец — Дородницын Алексей Петрович 1879 г., уроженец с. Успенского Луганской области (врач) — умер в 1956 г. в г. Грозном
- Сестра: Дорoдницына Тамара Алексеевна, 1907 г.р., уроженка г. Луганска, инженер-химик, умерла в 1995 г. в г. Москве
- Сестра: Дородницына Алла Алексеевна, 1909 г.р., уроженка г. Луганска, врач-физиолог, умерла в 1988 г. в г. Москве

Состоял в браке:
- Миронова Сусанна Николаевна, 1912 г.р., уроженка с. Богородское, Кировской обл., брак расторгнут в 1966 г.
- Мельцис Нина Владимировна, 1923 г.р., уроженка Москвы, умерла в 1978 г. в Москве
- Дородницына Валентина Викторовна, 1946 г.р., уроженка Читинской обл., п. Оловянное, проживает в Москвe

Дети:
- Сын: Дородницын Вацлав Анатольевич, 1935 г.р., уроженец г. Грозного, проживает в Москве
- Дочь: Дородницына Оксана Анатольевна, род. 17.01.1942, уроженка г. Казани, проживает в Москве
- Сын: Дородницын, Владимир Анатольевич, 1947 г.р., уроженец г. Жуковского Московской обл., проживает в Москве.

Иные известные родственники:
- Алексий (Дородницын) (1859—1919) — епископ Православной Российской Церкви, архиепископ Владимирский и Шуйский.

## Основные публикации

### Статьи
1. О бесконечно малых зональных колебаниях поверхности раздела Маргулеса для баротропной жидкости // Тр. Главн. геофиз. обсерв. Теор. метеорол. Л.-М., 1936. N 2. Вып. 10. С. 62-72.
2. Распределение атмосферного давления по поверхности Земли в стационарной зональной циркуляции атмосферы // Тр. Главн. геофизич. обсерв. Теор. метеорол. Л.-М., 1937. N 5. Вып. 18. С. 26-З6.
3. Возмущения воздушного потока, вызванные неровностями на поверхности Земли // Тр. Главн. геофизич. обсерв. Теор. метеорол. Л.-М., 1938. N 6. Вып. 23. С. 3-17.
4. Математическая теория общей циркуляции // Метеорол. и гидрол. 1939. N 4. С. 32-41. (Совм. с Б. И. Извековым и М. Е. Швецом.)
5. Некоторые задачи обтекания неровностей поверхности Земли воздушным потоком // Тр. Главн. геофизич. обсерв. Теор. метеорол. Л.-М. 1940. N 8. Вып. 31. С. З-41.
6. К теории суточного хода температуры в слое перемешивания // Докл. АН СССР. 1941. Т. ЗО. N 5. С. 410—413
7. Ламинарный пограничный слой в сжимаемом газе // Докл. АН СССР. 1942. Т. 34. N 8. С. 234—242
8. Пограничный слой в сжимаемом газе // Прикл. матем. и механ. 1942. Т. 6. Вып. 6. С. 449—486.
9. Расчёт коэффициентов сопротивления крыловых профилей с учётом сжимаемости воздуха // Тр. ЦАГИ. Жуковский, 1944. N 549. 30 с.
10. Пограничный слой крылового профиля при больших скоростях // Тр. ЦАГИ. Жуковский, 1944. N 551. 18 с. (Совм. с Л. Г. Лойцянским).
11. Температурные возмущения градиентного ветра // Тр. Центр. ин-та прогнозов. М., 1949. Вып. 011. С. 11-42.
12. Вертикальное смещение воздушных масс при прохождении береговой линии // Тр. Центр. ин-та прогнозов. М., 1949. Вып. 015. С. 82-84.
13. Влияние рельефа земной поверхности на воздушные течения // Тр. Центр. ин-та прогнозов. М., 1950. Вып. 21. С. 3-25.
14. Расчёт обтекания тел вращения при нулевом угле атаки // Тр. МИАН СССР, дополнительный (1950), 3-19
15. Асимптотические законы распределения собственных значений для некоторых особых видов дифференциальных уравнений второго порядка, УМН, 7:6(52) (1952), 3-96
16. К задаче вычисления собственных чисел и собственных векторов матриц // Докл. АН СССР. 1959. Т. 126. N 6. С. 1170—1171.
17. Об одном методе решения уравнений ламинарного пограничного слоя // Ж. прикл. механ. и техн. физ. 1960. N 3. С. 111—118.
18. Об одном методе решения уравнений пограничного слоя // Некоторые пробл. матем. и механ. Новосибирск: СО АН СССР, 1961. С. 77-83.
19. Проблемы обработки информации // Вестник АН СССР. 1963. N 2. С. 85-87.
20. Новые практические применения математических методов // Вестник АН СССР. 1966. N 7. С. 24-29.
21. Использование математических методов в геологических исследованиях // Изв. АН СССР. Сер. геол. 1966. N 11. С. 3-8.
22. О некоторых подходах к решению стационарных уравнений Навье-Стокса // Ж. вычисл. матем. и матем. физ. 1968. Т. 8. N 2. С. 393—402. (Совм. с Н. А. Меллер.)
23. Об одном подходе к формализации классификации // Кибернетика. 1976. N 6. С. 132—140. (Совм. с М. Ф. Каспшицкой и И. В. Сергиенко.)
24. Проблемы математического моделирования в описательных науках // Кибернетика. 1983. N 4. С. 6-10.
25. Информатика: предмет и задачи // Вестник АН СССР. 1985. N 2. С. 85-89; Природа. 1985. N 2. С. 26-29; Кибернетика. Становление информатики. М.: Наука, 1986. С. 22-28.
26. Об одном подходе к решению краевых задач для дифференциальных уравнений (вычислительный эксперимент) // Совр. пробл. прикл. матем. и матем. физ. М.: Ипматем. АН СССР, 1988. С. 31-42.
27. Об одном подходе к решению краевых задач для дифференциальных уравнений // Кибернетика. 1988. N 4. С. 13-16.
28. Дородницын А.А. Академик из нашей школы: К 80-летию со дня рождения академика М.Д. Миллионщикова // Вестник РАН. — 1993. — Т. 63, № 1. — С. 44—45.

### Сборники трудов
После ухода А. А. Дородницына в ВЦ РАН редакционной коллегией в составе А. А. Абрамов, О. М. Белоцерковский, Е. М. Добрышман, Ю. Г. Евтушенко, Ю. И. Журавлёв, Б. В. Пальцев, В. В. Сычёв, Л. И. Турчак, Ю. Д. Шмыглевский (отв. ред.) был составлен и издан в 1997 г. в издательстве ВЦ РАН двухтомник избранных научных трудов Анатолия Алексеевича.
- Дородницын А. А. Избранные научные труды. Т. 1. / Отв. ред. Ю. Д. Шмыглевский. Москва: ВЦ РАН, 1997. 396 с. Вып. 1000 шт. ISBN 5-201-14719-4.
- Дородницын А. А. Избранные научные труды. Т. 2. / Отв. ред. Ю. Д. Шмыглевский. Москва: ВЦ РАН, 1997. 352 с. Вып. 1000 шт. ISBN 5-201-14719-4.

### Книги под редакцией
- Китов А. И., Криницкий Н. А. Электронные вычислительные машины. Отв. ред. А. А. Дородницын. М.: Наука, 1958. 130 с.

## Известные цитаты
«Сейчас уже становится совершенно ясным, что экологическая катастрофа является более реальной, чем катастрофа ядерной войны.
Поэтому проблема защиты биосферы от человеческой тупости и жадности стала самой острой проблемой нашего времени, и Академия наук должна занять ведущее положение в решении этой проблемы».

## Память

Памятная доска акад. А. А. Дородницыну при входе в гл. здание Вычислительного центра РАН.

Вскоре после ухода А. А. Дородницына сотрудники ВЦ РАН обратились с просьбой присвоить его имя своему учреждению, что и было сделано (с 2000 г.).
При входе в главный корпус ВЦ РАН 2 декабря 2010 г. установлена памятная доска чёрного мрамора с портретом академика.
В юбилейные годы со дня рождения Анатолия Алексеевича раз в десять лет начато проведение научных конференций его памяти в ВЦ РАН. Конференция Дородницын-110 в связи с эпидемической обстановкой перенесена с 2020 на следующий год.
В середине 1990-х в ВЦ РАН была выделена небольшая комната для ведения музея академика А. А. Дородницына. Музеем заведует Валентина Викторовна Дородницына. С помощью друзей, коллег и единомышленников Анатолия Алексеевича как из ВЦ РАН, так и из других учреждений, она проводит посильную (и весьма заметную) работу по сохранению и пропаганде научного наследия А. А. Дородницына, подготовке биографических материалов о его научной деятельности (см. ссылки в разд. «Литература»), разбор оставшихся неопубликованными рукописей некоторых статей и обсуждение вместе со специалистами возможности их опубликования и т. п.